# Демократска Република Конго на Светском првенству у атлетици на отвореном 2015.
Демократска Република Конго је учествовала на Светском првенству у атлетици на отвореном 2015. одржаном у Пекингу од 22. до 30. августа четрнаести пут. Репрезентацију Демократске Републике Конго представљао је један такмичар који се такмичио у трци на 100 метара.,
На овом првенству такмичар Демократске Републике Конго није освојио ниједну медаљу али је оборио лични рекорд.

## Учесници
Мушкарци:
- Росене Мпинго — 100 м

## Резултати

### Мушкарци
| Атлетичар     | Дисциплина | Лични рекорд | Предтакмичење | Предтакмичење | Квалификације    | Квалификације    | Полуфинале       | Полуфинале       | Финале           | Финале       | Детаљи |
| Атлетичар     | Дисциплина | Лични рекорд | Резултат      | Место         | Резултат         | Место            | Резултат         | Место            | Резултат         | Место        | Детаљи |
| ------------- | ---------- | ------------ | ------------- | ------------- | ---------------- | ---------------- | ---------------- | ---------------- | ---------------- | ------------ | ------ |
| Росене Мпинго | 100 м      |              | 11,10 ЛР      | 6. у гр. 3    | Није се пласирао | Није се пласирао | Није се пласирао | Није се пласирао | Није се пласирао | 43 / 67 (71) |        |